# Modelli in microscala e macroscala

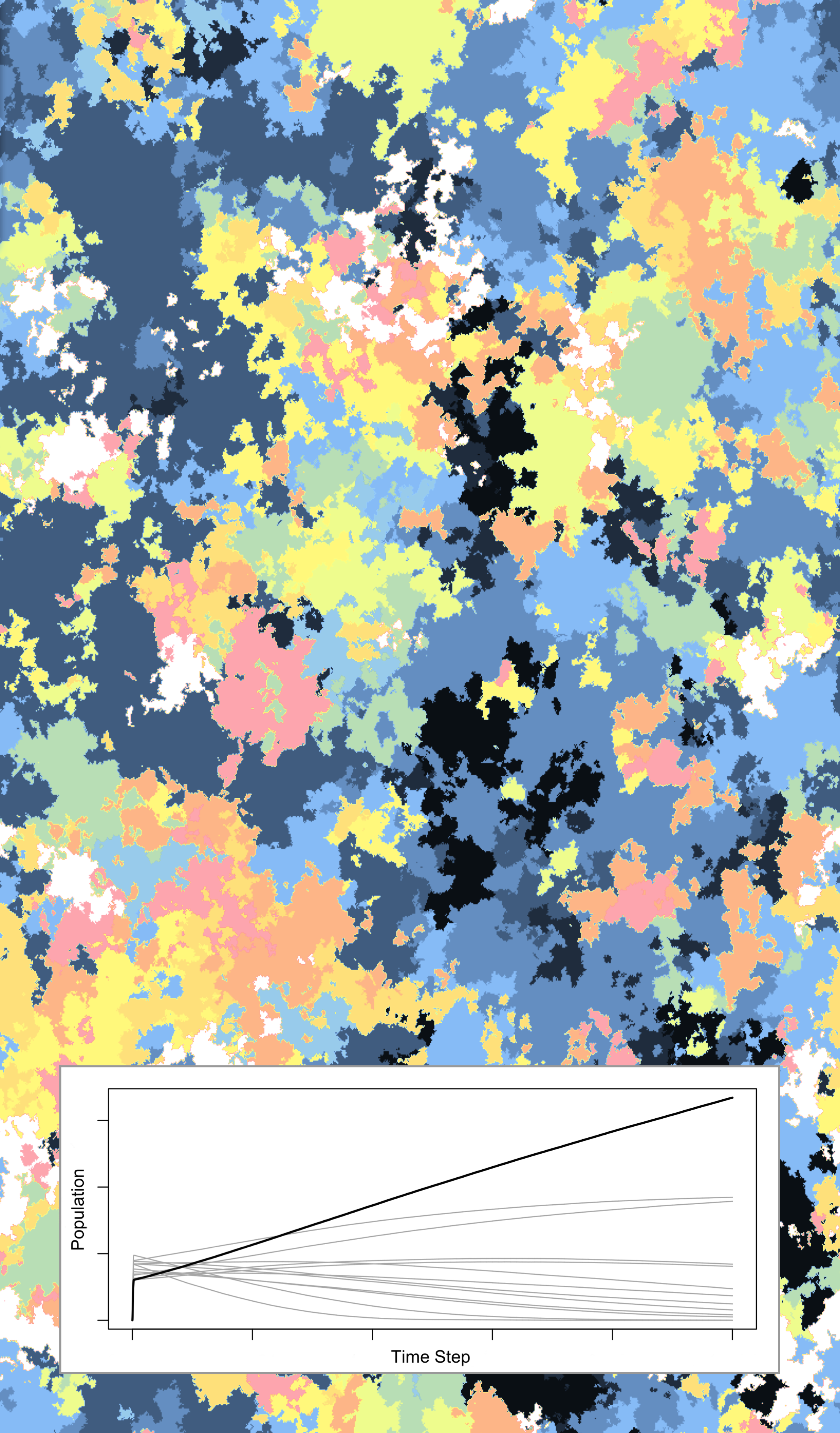
I modelli in microscala e i correlati a macroscala di coesistenza della Phalaris arundinacea, un'erba distribuita in tutto il pianeta. Ogni colore rappresenta l'estensione spaziale di un distinto genotipo in un modello a microscala usando automi cellulari stocastici. Ogni curva del grafico rappresenta il livello di popolazione di un genotipo corrispondente in un modello con equale differenziale sulla macroscala

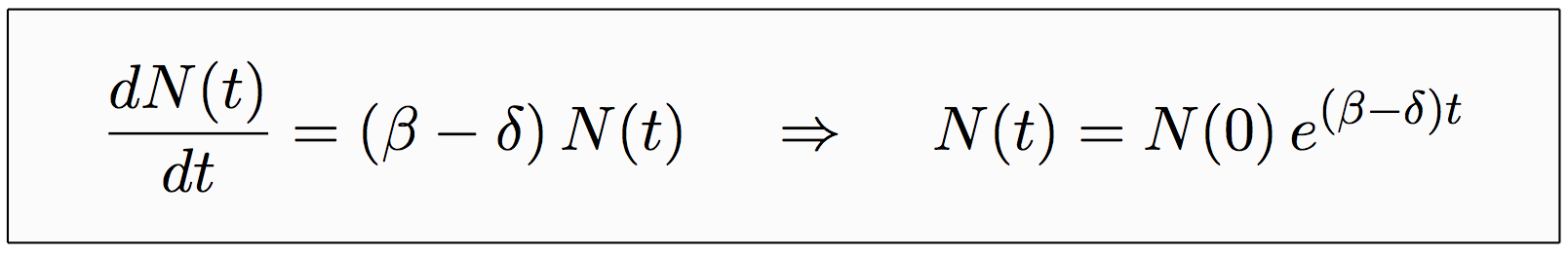
Equazioni di Macroscala

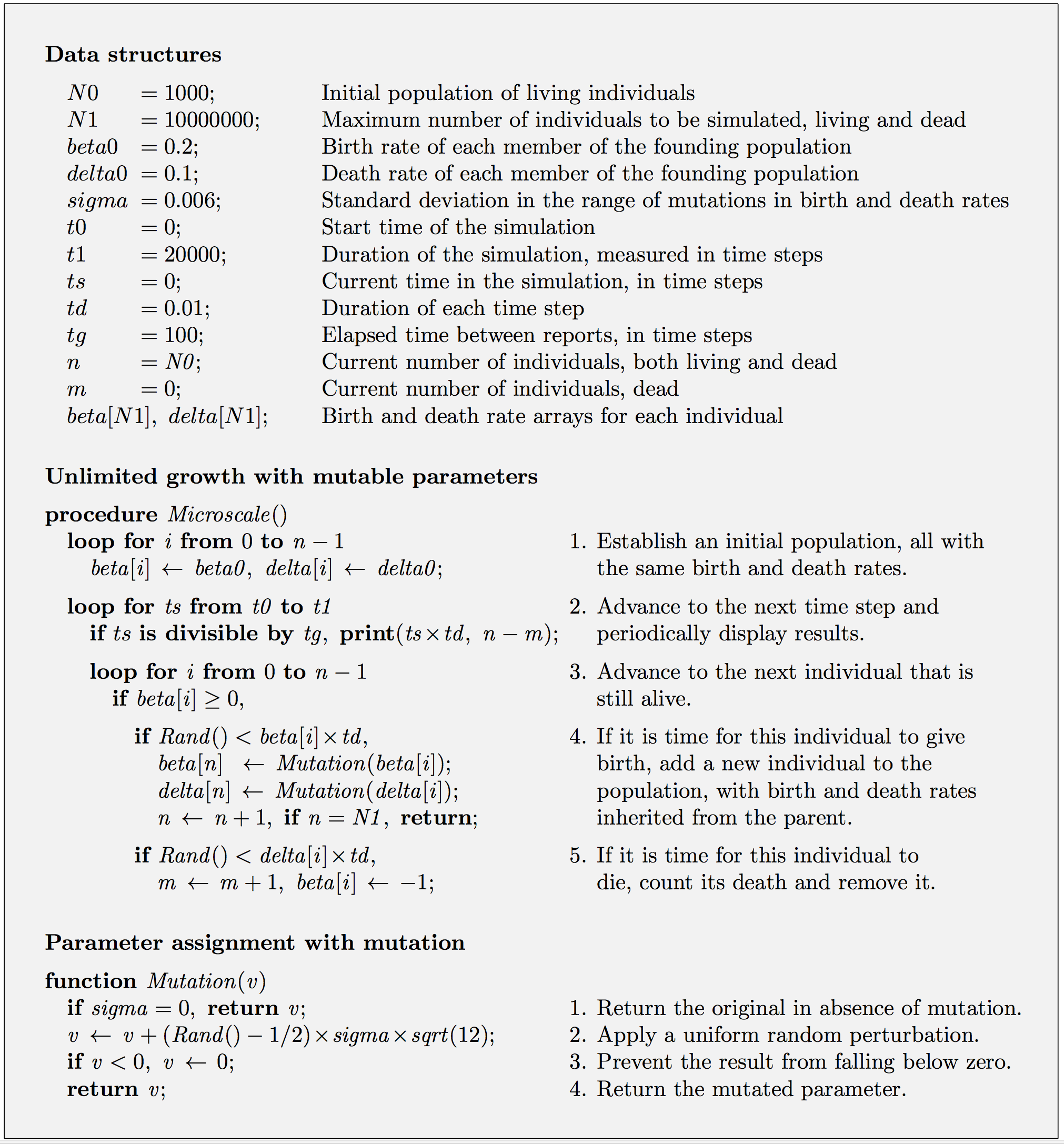
Algoritmo di Microscala

I modelli in microscala fanno parte di un'ampia classe di modelli computazionali che simulano i dettagli a piccola scale in opposizione ai modelli in macroscala che mischiano dettagli in categorie select.
Entrambe le classi di modelli possono essere usate insieme per capire differenti aspetti dello stesso problema.

## Applicazioni
I modelli in macroscala includono equazioni differenziali ordinarie, equazioni differenziali parziali e equazioni integral-differenziali, dove le categorie e i flussi tra le categorie determinano la dinamica .
Un modello a macroscala astratto può essere combinato con più modelli a microscala dettagliati. Le connessioni tra le due scale sono correlate dalla modellazione multiscala. Una tecnica matematica per la modellazione multiscala di nanomateriali si basa sull'uso della funzione multiscala di Green.
In opposizione, i modelli in microscala possono simulare una varietà di dettagli come singoli batteri in biofilm pedoni in quartieri simulati, fasci di luce singoli nel Ray tracing singole case in città, fine-scale pores and fluid flow in batteries, fine-scale compartments in meteorology, strutture in microscala in sistemi particolari.
Modelli evento-discreti, modelli basati sull'individuo e modelli basati sull'agente sono casi speciali di modelli in microscala.